# Bernard Primeau
Bernard Primeau (* 5. Januar 1939 in Montréal; † 9. Oktober 2006) war ein Franko-kanadischer Jazz-Schlagzeuger und Bandleader.
Primeau spielte ab zehn Jahren Schlagzeug und begann seine Musikerkarriere mit 16 Jahren in den Bars und Cabarets seiner Heimatstadt. In den folgenden Jahren arbeitete er u. a. mit den Popmusikern Les Jérolas, Michèle Richard, Michel Louvain und Pierre Lalonde. In den 1970er Jahren lebte und arbeitete er zunächst in Kalifornien. Nach seiner Rückkehr nach Montréal 1976 spielte er im Trio des Pianisten Oliver Jones mit Charles Biddle.
1984 gründete er nach dem Vorbild der Jazz Messengers das Bernard Primeau Montréal Jazz Sextet, aus dem das Bernard Primeau Montréal Jazz Ensemble hervorging. In den folgenden 20 Jahren nahm er mit der Formation 11 Alben auf, beginnend 1987 mit Perspectives. Das Ensemble, aus dem Musiker wie Rémi Bolduc, Yannick Rieu und Normand Guilbeault hervorgingen, wurde zweimal mit dem kanadischen Musikpreis Félix Award für das Beste Jazzalbum des Jahres (Œuvres de Félix Leclerc, 1996 und Virage, 1997) ausgezeichnet.
2005 erhielt Primeau den Prix Oscar-Peterson für seine Verdienste um den kanadischen Jazz. Kurz vor seinem Tod im Oktober 2006 trat er noch auf dem Festival International de Jazz de Montréal auf.